# Chusquea tomentosa
Chusquea tomentosa är en gräsart som beskrevs av Widmer och Lynn G. Clark. Chusquea tomentosa ingår i släktet Chusquea och familjen gräs.
Artens utbredningsområde är Costa Rica. Inga underarter finns listade i Catalogue of Life.